# Jo Hyeon-woo
Jo Hyeon-woo (kor. 조현우, * 25. September 1991 in Seoul) ist ein südkoreanischer Fußballtorwart. Er steht seit 2020 bei Ulsan Hyundai unter Vertrag.

## Erfolge
- Fußball-Ostasienmeisterschaft 2017
- Korean FA Cup 2018